# Night of the Blood Beast
Night of the Blood Beast è un film del 1958 diretto da Bernard L. Kowalski e prodotto da Roger Corman e dal fratello Gene.

## Produzione

### Sceneggiatura
Night of the Blood Beast è stato uno dei numerosi film prodotti dal regista di B movie Roger Corman e da suo fratello, Gene Corman. I due collaborarono anche alla realizzazione di Hot Car Girl (1958), Beast from Haunted Cave (1959), L'attacco delle sanguisughe giganti (1959) e Sepolto vivo (1962).
Jerome Bixby, lo sceneggiatore di fantascienza che scrisse Il mostro dell'astronave (1958), venne inizialmente contattato per scrivere la sceneggiatura del film, ma Bixby stava già lavorando ad un altro progetto e raccomandò il suo caro amico Martin Varno per il lavoro. Varno, figlio dell'attore Roland Varno, aveva solamente 21 anni all'epoca. Incontrò Roger e Gene Corman, che discussero con lui quella che Varno definì "una specie di strana idea per il film". Offrirono a Varno un paio di centinaia di dollari per il lavoro, che era al di sotto delle tariffe minime di compensazione note come "scala", ma Varno non faceva parte dellaWriters Guild of America all'epoca e non conosceva le linee guida. Accettò l'offerta e firmò un contratto. Sebbene Varno avesse una vaga idea che sarebbe stato un film a basso budget, ha detto che i Corman non gli hanno dato linee guida specifiche: "Ho dato loro l'impressione che sapevo più o meno cosa stavo facendo, e loro hanno avuto l'idea che non avrei usato 50.000 comparse e cose del genere."
Varno impiegò sei settimane per scrivere la sceneggiatura, il cui titolo provvisorio originale era Creature from Galaxy 27. I fratelli Corman in seguito cambiarono il titolo in Night of the Blood Beast. Gene Corman venne accreditato come colui che aveva concepito la storia del film, ma Varno affermò di aver scritto il film quasi interamente da solo e che Corman aveva avuto poco a che fare con la storia: "Aveva alcune idee confuse ma non avevano molto a che fare con il film che divenne Night of the Blood Beast." 
Varno disse di aver scritto la sceneggiatura da solo e di averne mostrato parti a Roger e Gene Corman man mano che procedeva. Varno fece ricerche sulla tecnologia medica e aerospaziale in una biblioteca di Hollywood vicino Vine Street. La storia, che ritrae in modo romanzato il viaggio spaziale con equipaggio americano, è stata fortemente influenzata dalla vera corsa allo spazio in corso all'epoca tra Stati Uniti ed Unione Sovietica. Gene Corman ha affermato che un'altra fonte d'ispirazione per la storia è stato il film di fantascienza di Howard Hawks La cosa da un altro mondo (1951), nel quale un gruppo di soldati e scienziati sono minacciati da una creatura aliena in un remoto avamposto di ricerca artico. Ha detto del film: "Come si poteva non esserne influenzati? Dovevamo esserlo, anche se solo indirettamente o inconsciamente. Era un film classico allora, un film classico oggi." Tuttavia, Varno ha affermato che qualsiasi influenza da La cosa era solo inconscia: "Ho amato alcune delle scene de La cosa e sono sicuro che si siano insinuate in un modo o nell'altro, ma non apertamente."

### Casting
I fratelli Corman scelsero per dirigere il film il regista Bernard L. Kowalski, che all'epoca aveva 28 anni. Night of the Blood Beast fu uno dei primi film diretti da Kowalski ed il suo primo film di fantascienza. Per il cast di Blood Beast, vennero selezionati principalmente attori che avevano lavorato in altri film di Roger Corman. Michael Emmet aveva lavorato con Kowalski nella serie televisiva western Boots and Saddles. Ed Nelson aveva lavorato a diversi film di Roger Corman, tra cui Le donne della palude (1955), L'assalto dei granchi giganti (1957), L'adolescente bambola (1957) e Le dee della scogliera del pescecane (1958).  Quando durante un'intervista del 2003 gli venne chiesto cosa ricordasse del film, Nelson ha ammesso: "Non molto", ma ha detto che Roger e Gene Corman erano molto competenti in materia di cinema e trattavano il materiale "alla leggera".

### Riprese
Il film è stato girato in sette giorni con un budget di circa 68.000 dollari. Sia Roger che Gene Corman erano presenti per la maggior parte della produzione del film e furono coinvolti sia creativamente che finanziariamente. Gene era più coinvolto nella gestione delle operazioni quotidiane mentre il più esperto Roger Corman supervisionava e forniva indicazioni sia a Gene che a Kowalski. Anche Martin Varno era presente durante le riprese. Operavano presso i Charlie Chaplin Studios, che all'epoca si chiamavano Kling Studios. Alcune riscritture furono fatte durante le riprese e il regista Bernard L. Kowalski lo definì un processo collaborativo che coinvolse lui stesso, i Corman e l'intera troupe. Varno, tuttavia, affermò che i Corman avevano modificato dialoghi e degli elementi della storia senza averlo consultato.
Tutte le scene degli interni furono girate nei teatri di posa all'interno dei Kling Studios. La maggior parte delle riprese esterne furono girate al Bronson Canyon, una serie di grotte al Griffith Park di Los Angeles che era una location popolare per le riprese di film a basso budget. Le scene esterne della stazione di tracciamento furono girate in una stazione televisiva sul Mount Lee, non lontano dall'insegna di Hollywood. Varno disse che era la prima stazione televisiva costruita a Los Angeles, ma che veniva usata solo per trasmissioni di emergenza quando fu girato Night of the Blood Beast; era stata anche usata durante la seconda guerra mondiale per inviare informazioni e propaganda agli alleati d'oltremare delle forze alleate.  La maggior parte delle scene notturne nella stazione furono girate di giorno e la troupe dovette spesso trovare delle ombre in cui girare o oscurare il sole per dare l'impressione che fosse notte. 
Il costume alieno usato in Night of the Blood Beast era lo stesso usato in un altro film di Roger Corman, Adolescente delle caverne (1958). Questo fu fatto per risparmiare denaro, poiché i Corman cercavano spesso di incorporare set, costumi e altri elementi esistenti di film precedenti in quelli nuovi per risparmiare finanziariamente. Varno disse che i fratelli Corman erano così consapevoli delle loro spese che "'economico' era la parola principale nel loro vocabolario". Le scene in costume da mostro in Adolescente delle caverne e Night of the Blood Beast furono girate a circa due settimane di distanza l'una dall'altra. Il costume fu leggermente modificato per Blood Beast; Varno affermò che qualcuno sul set disse che "il naso sembrava troppo da ebreo", quindi fu leggermente accorciato per assomigliare di più ad un becco. Ross Sturlin indossò il costume per le scene sia in Adolescente delle caverne che in Night of the Blood Beast.  Daniel Haller, che in seguito divenne lui stesso un regista, lavorò come direttore artistico in Night of the Blood Beast. Haller svolse gran parte del lavoro manuale di costruzione sul set e portò una roulotte nel teatro di posa in modo da poter dormire lì e tra una sessione di lavoro e l'altra. Tra gli oggetti di scena che ha costruito c'era il razzo, la cui struttura era fatta di compensato tagliato a cerchi, poi coperto con fogli di plastica e verniciato a spruzzo per sembrare metallico. Haller creò anche le cellule del sangue che i personaggi osservavano al microscopio e i piccoli alieni (che assomigliano a cavallucci marini) che osservavano al fluoroscopio. Alexander Laszlo ha composto la musica per il film. Quasi tutta la troupe continuò a lavorare su L'attacco delle sanguisughe giganti con i fratelli Corman e Kowalski. La colonna sonora di Laszlo per Night of the Blood Beast fu riutilizzata per L'attacco delle sanguisughe giganti, e poi fu riutilizzata di nuovo per il film del 1959 dei fratelli Corman Beast from Haunted Cave, che venne diretto da Monte Hellman. La storia completa della realizzazione di "Blood Beast" è raccontata nel commento audio di Tom Weaver nel Blu-ray del 2024 edito dalla Film Masters; il commento include la riproduzione delle interviste di Weaver allo sceneggiatore Martin Varno, al produttore Gene Corman e al regista Bernard L. Kowalski.

## Distribuzione

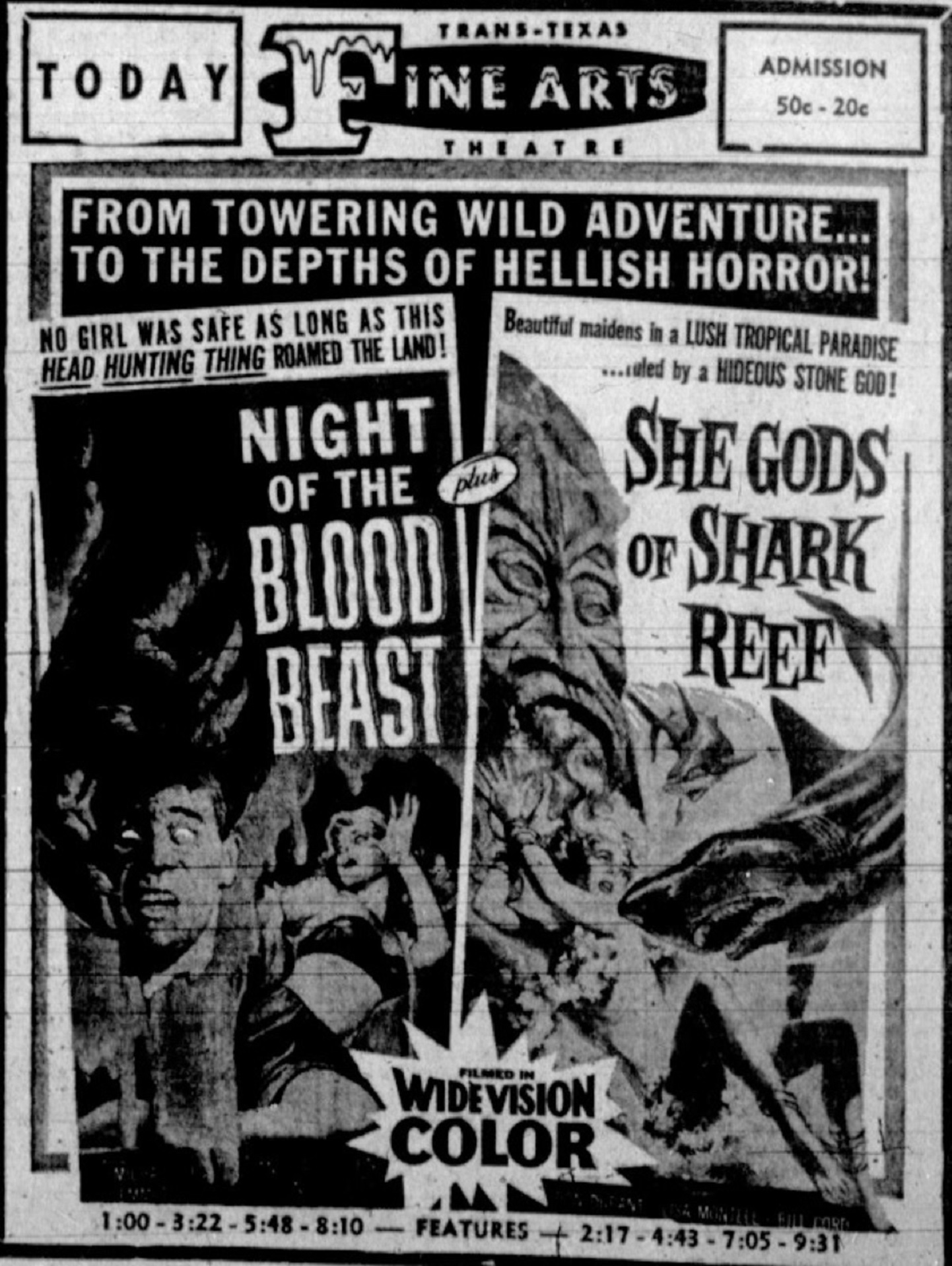
Pubblicità del 1958 per Night of the Blood Beast e il film complementare Le dee della scogliera del pescecane.

Night at the Blood Beast venne distribuito nei cinema statunitensi nel dicembre 1958 dalla American International Pictures in doppia programmazione con Le dee della scogliera del pescecane.

## Critica
Variety lo ha definito "un film rispettosamente pieno di suspense."
John L. Flynn, professore di inglese alla Towson University e autore di numerosi articoli sul cinema di fantascienza, paragonò sfavorevolmente Night of the Blood Beast a The Creeping Terror (1964), anch'esso incentrato su un astronauta che torna dallo spazio con una creatura aliena clandestina. Sebbene Flynn affermasse che mancasse della "pretenziosità epica" di quel film, affermò comunque di Night of the Blood Beast: "Corman si è costruito la carriera realizzando imitazioni scadenti di film popolari, ma qui sembra raschiare il fondo del barile". Tom Shales, giornalista del The Washington Post, affermò che "sarebbe difficile trovare un film peggiore" e che il mostro "assomiglia al San Diego Chicken dopo essere stato incatramato e impiumato". Il critico e storico cinematografico Steven H. Scheuer affermò che la trama era una buona idea, ma criticò quella che definì una "esecuzione approssimativa". Il critico letterario e cinematografico John Kenneth Muir ha affermato di considerare il film un fallimento perché il mostro "una volta rivelato, semplicemente non è riuscito a soddisfare le aspettative". La Leonard Maltin's Movie Guide ha assegnato al film una stella e mezza su quattro affermando che è: "Ben diretto, ma il budget era troppo basso per avere successo." Night of the Blood Beast è stato tra i numerosi film universalmente considerati terribili che il critico cinematografico Michael Adams ha visionato durante la lavorazione di un libro sulla sua ricerca per trovare il peggior film di tutti i tempi. Tuttavia, Adams ha affermato di averlo apprezzato a livello di film di serie B, definendolo "poco costoso ma piacevole e incoraggiato dalle sue idee". John Stanley, che ha condotto il programma televisivo di San Francisco Creature Features sui film di fantascienza, ha affermato che Night of the Blood Beast imitava deliberatamente le migliori scene de La cosa da un altro mondo. Chris Eggerston di Bloody Disgusting ha scritto che l'alieno nel film "sembra un pappagallo di dimensioni umane ricoperto di feci" e lo ha classificato come il quinto peggior mostro cinematografico di tutti i tempi. Tuttavia, ha affermato che l'idea del film di un alieno che impregna un essere umano era un "concetto interessante", notando che è stata riutilizzata in Alien di Ridley Scott.